# Kalpana Chawla
Kalpana Chawla (Karnal, Harijána, India, 1962. július 1. – Texas, 2003. február 1.) amerikai űrhajósnő. Az első indiai–amerikai űrhajósnő, az első indiai nő a világűrben, Rakesh Sharma után a második indiai ember az űrben.

## Életpálya
1982-ben a Punjab Engineering College repülőmérnöki oklevelet szerzett. Még ebben az évben Amerikába költözött. 1984-ben University of Texas-Arlington doktorált (Ph.D.). 1988-ban az Aerospace Engineering University of Colorado megvédte doktori diplomáját. A NASA Ames Research Center (Kalifornia ) munkatársaként a repülőgépek aerodinamikai teszteléséért volt felelős. Vizsgálta a Harrier aerodinamikai tényezőit.
Polgári repülőgép vezetői engedélye volt. Szakszolgálati oktató volt, kereskedelmi repülőgép, vitorlázó repülőgépek, hidroplán vezetését végezhette. Saját kis repülőgéppel rendelkezett.
1994. december 9-től a Lyndon B. Johnson Űrközpontban részesült űrhajóskiképzésben. Külön kiképzést kapott a robotkar üzemeltetéséből. Két űrszolgálata alatt összesen 31 napot, 14 órát és 54 percet (758 óra) töltött a világűrben. A 2003. február 1-jén történt Columbia-katasztrófa (STS–107) során vesztette életét.

## Írásai
Több dokumentumot jelentetett meg folyóiratokban az aerodinamikai kérdéskörből. Több konferenciára készített ismertető anyagot.

## Űrrepülések
- STS–87, a Columbia űrrepülőgép 24. repülésének küldetésfelelőse. Az amerikai mikrogravitációs laboratóriumban (USMP–4) a legénység 12 órás munkaciklusokban végezte az előírt szakmai programot. A Spartan–201–4 platform pályairányba emelését végezte, majd a manipulátor kar végére szerelve, a világűrbe emelte. A NASA illetékesei öt hónapig vizsgálták a platform problémáját (felmentették a felelősség alól – vezérlési probléma okozta a félsikert). Első űrszolgálata alatt összesen 15 napot, 16 órát és 34 percet (376 óra) töltött a világűrben. 10 670 000 kilométert (6 500 000 mérföldet) repült, 252 alkalommal kerülte meg a Földet.
- STS–107, a Columbia űrrepülőgép 28. repülésének küldetésfelelőse. A SpaceHab mikrogravitációs laboratóriumban a legénység 12 órás váltásokban végezte az előírt programokat. Szolgálati idejük alatt több mint 80 kutatási, kísérleti feladatot végeztek, vagy a zárt folyamatot ellenőrizték. Második űrszolgálata alatt összesen 15 napot, 22 órát és 20 percet (382 óra) töltött a világűrben. 10 670 000 kilométert (6 600 000 mérföldet) repült, 255 alkalommal kerülte meg a Földet.

## Emlékezete
Néhány nappal a katasztrófa után tiszteletére nevezték át a már pályán levő Kalpana–1 indiai műholdat.